# Йохан Фридрих Хуго фон Далберг
Йохан Фридрих Хуго Непомук Екберт Кемерер фон Вормс-Далберг (на немски: Johann Friedrich Hugo Nepomuk Eckenbert Cämmerer von Worms/von Dalberg; * 17 май 1760 в Майнц; † 26 юли 1812 в Ашафенбург) е фрайхер на Далберг, духовник, домхер в Трир, Шпайер и Вормс, таен съветник в Курфюрство Трир, пианист, музикален писател и композитор.
Той е третият син (от 12 деца) на Франц Хайнрих Кемерер фон Вормс/Далберг (1716 – 1776) и графиня Мария София Анна фон и цу Елтц-Кемпених, нар. Фауст фон Щромберг (1722 – 1763), дъщеря на граф Карл Антон Ернст Дамиан Хайнрих фон и цу Елтц-Кемпених (1671 – 1736) и фрайин Хелена Катарина Вамболт фон Умщат (1680 – 1763). Брат е на Карл Теодор фон Далберг (1744 – 1817), архиепископ и курфюрст на Майнц, Волфганг Хериберт Кемерер фон Вормс-Далберг (1750 – 1806), държавен министър.
Йохан Фридрих Хуго фон Далберг е през 1769 г. на служба в катедралния капител на Трир, през 1770 г. във Вормс. От
1772 до 1774 г. той следва в Ерфурт. През 1776 г. е приет в „академията на науките“ в Ерфурт. През 1777 г. той следва право в Гьотинген. През 1783 г. е помазан за субдякон от вай-епископа на Шпайер Йохан Андреас Зелман. През
1784 г. е помазан за дякон от вай-епископа на Трир Йохан Николаус Хонтхайм и същата година става домхер в катедралния капител на Трир. През 1787 г. той е в катедралните манастири на Вормс и 1794 г. в Шпайер. Той става председател на училищната комисия в Курфюрство Трир и президент от 1785 г. От 1787 до 1798 г. е научен ръководител на „Епископския свещенически семинар“. Той става таен съветник в Курфюрство Трир. До 1812 г. той е частен учен, прави дълги пътувания, има контакти с Брентано, Хердер. В Лондон са издадени някои от неговите композиции и е представена неговата кантата “The dying Christian“.
Той е масон и илюминат.

## Произведения
- Blicke eines Tonkünstlers in die Musik der Geister. Mannheim 1787.
- Vom Erfinden und Bilden. Frankfurt 1791.
- Untersuchungen über den Ursprung der Harmonie und ihre allmählige Ausbildung. Erfurt 1801
- Über die Musik der Indier. a. d. Engl. des William Jones. Erfurt 1802.
- Über die Rechtschaffenheit. Erfurt 1776.
- Ariston oder über die Wirksamkeit der peinlichen Strafgesezze: Ein Dialog. Keyser, Erfurt 1782, urn:nbn:de:bvb:12-bsb10395985-5.
- Eine Rede über gesetzliche Ordnung. Frankfurt am Main 1789.
- Gita-Govinda oder die Gesänge Jayadeva's, eines altindischen Dichters. Aus dem Sanskrit ins Englische, aus diesem ins Deutsche übersetzt mit Erläuterungen von F. H. von Dalberg. Verlag Beyer & Maring, Erfurt 1802.
- Geschichte einer Drusen-Familie. Frankfurt 1808.
- Scheik Mohammed Fani's Dabistan: oder von der Religion der ältesten Parsen. Aschaffenburg 1809.
- Die Aeolsharfe. Ein allegorischer Traum. Beyer und Maring, Erfurt 1801.
- Betrachtung über die leidende Kraft d. Menschen, 1786.
- Betrachtung eines Tonkünstlers in die Musik der Geister, 1787.
- Über die Musik der Indier, 1802.
- Gito Govinda“. Übersetzung, 1802.

### Музикални творби
- 5 opere di musica sacra
- Lieder, dedicate alla Principessa von der Pfalz-Zweibrücken (3 vol., ed. Mannheim, 1790)
- 6 canzoni, con accompagnemento di pianoforte (ed. 1790)
- 3 English Songs and a Glee, op. 15 (ed. London, 1795)
- 12 Lieder (ed. Erfurt, 1799)
- 12 Lieder (ed. Bonn, 1799)
- 6 Romances française, op. 21 (ed. Bonn, 1803 – 1804)
- Deutsche Lieder, op. 25 (2 vol., ed. Bonn, 1806)

- 3 Sonate op. 2 (ed. Mannheim, prima del 1785)
- Sonate a 4 mani (ed. Augsburg, 1790)
- Grande Sonata a 4 mani (ed. Mainz, 1792)
- 3 Sonate op. 9 (ed. Offenbach, 1794
- Variazioni a 4 mani op. 18 (ed. Mainz, dopo il 1800)
- Sonate pour piano à 5 mains, op. 19 (ed. Bonn, 1803)
- 2 Sonate per piano, op. 23 (ed. Bonn, 1804 – 1805)
- Sonata per piano a 4 mains, op. 24 (ed. Bonn, 1805)
- Fantasia per piano a 4 mains, op. 26 (ed. Offenbach, 1805 – 1806)
- 3 Polonaises pour piano à 4 mains, op. 28 n. 3 (ed. Mainz, dopo il 1806)

- 3 Sonate per clavicembalo o pianoforte e violino, op. 1 (ed. Mannheim, prima del 1784)
- 3 Sonate per pianoforte e violino (ed. Mainz, prima del 1785)
- Quartetto per pianoforte, oboe, corno (o clarinetto) e fagotto (o pianoforte e Trio d'archi), op. 25 (ed. Offenbach, 1805 – 1806)
- Trio con pianoforte, op. 26 (ed. Mainz, dopo il 1806)
- Sonata per pianoforte e violino, op. 28 (ed. Offenbach, 1810 – 1812)